# Hinpirol
Hinpirol je psihoaktivni lek koji se koristi u naučnim istraživanjima. On deluje kao selektivni agonist D2 i D3 receptora. Za hinpirol je pokazano da povećava lokomotornu aktivnost kod miševa. U jednoj studiji je nađeno da on indukuje kompulzivno ponašanje koje je simptomatično za opsesivno-kompulzivni poremećaj kod pacova.